# Emil Kömmerling
Emil Kömmerling (* 28. Oktober 1902; † 9. September 1979) war ein deutscher Unternehmer.
Er war geschäftsführender Gesellschafter des Unternehmens Kömmerling Chemische Fabrik in Pirmasens und Mitglied im Hauptausschuss im Verband der Chemischen Industrie.
Eine von ihm eingerichtete Stiftung an der Universität Mannheim fördert Forschungsvorhaben des wissenschaftlichen Nachwuchses an der Universität.

## Ehrungen
- 1967: Großes Verdienstkreuz der Bundesrepublik Deutschland
- 1972: Großes Verdienstkreuz mit Stern der Bundesrepublik Deutschland
- 1972: Ernennung zum Ehrenbürger der Stadt Pirmasens[2]
- Benennung der Emil-Kömmerling-Straße in Pirmasens